# Ramir II de Lleó
Ramir II de Lleó (ca. 900 - 951) fou rei de Lleó (931-951).

## Orígens familiars
Fill d'Ordoni II de Lleó, que rebé el Regne de Lleó a la renúncia del seu germà Alfons IV de Lleó el 931, el qual es retirà a un monestir. Així mateix es titulà a si mateix Rex Terrae Portugalensis el 925, primer títol nobiliari diferenciat per a Portugal.

## Ascens al tron de Lleó
El 931 rebé del seu germà el Regne de Lleó. Alfons IV decidí retirar-se a la vida contemplativa després de la mort del seu germà gran Sanç Ordoni, així com de la seva esposa Ònnega de Pamplona. Renuncià a favor de Ramir II, però un temps després es penedí i intentà recuperar el tron lleonès mitjançant les armes, però Ramir II el va vèncer i el va fer tancar en una presó on li feu treure els ulls.

## Vida política
Els conflictes fronterers en la frontera del Duero eren constants en el Duero oriental, amb les fortaleses de Medinaceli, Atienza i Gormaz, i el repoblament cristià de l'extremadura del Duero s'estava consolidant. El 932 Ramir II de Lleó organitza una ràtzia contra la fortalesa de Magerit a la qual va acudir Ferran González de Castella, la ciutat va ser presa així com el seu castell obtenint així un gran botí, no obstant Magerit va ser represa pels musulmans després de l'abandó dels castellanolleonesos, i un any més tard Abd al-Rahman III contraataca assetjant Osma i San Esteban de Gormaz, Ramir II va acudir en ajuda de Ferran González assolint aixecar el setge de San Esteban de Gormaz i vencent al costat de Ferran González en la batalla prop d'Osma. El 934 Abd al-Rahman avança amb el seu exèrcit sense cap oposició, assola Àlaba i destrueix Burgos, però és novament derrotat per Ramir i Ferran a Osma.
El 934 l'emir de Saraqusta Muhammad ibn Hashim al-Tugibí, es va haver de reconèixer vassall de Lleó i el 937 l'emir de Santarem, Omayya ben Ishak al-Tobidji, es va sotmetre al rei de Lleó i els lleonesos van creuar el Duero i van arribar a Mérida i Badajoz derrotant els cordovesos prop de Lisboa.; alguns senyors sota la seva autoritat es van revoltar i va caldre ajut lleones per dominar la situació.
Ramir fou l'artífex d'una coalició entre el Regne de Navarra, el Regne de Lleó i el comtat d'Aragó que va derrotar els musulmans a la batalla de Simancas i la batalla d'Alhandega el 939. L'èxit d'aquesta ofensiva militar va permetre els lleonesos arribar fins al riu Tormes.
Cap al final del seu regnat no va poder evitar la independència total del comtat de Castella sota poder de Ferran González, net per línia femenina de Garcia I de Lleó. Tot i això, el 994 encara va realitzar una expedició de saqueig i pillatge de la vall del riu Tajo i va derrotar els musulmans a Talavera.

## Núpcies i descendents
Es casà vers el 925 amb Adosinda Osórez, filla del comte Gutierres Osórez i Aldonça Gutiérrez. Es divorciaren el 930. D'aquest matrimoni nasqueren:
- l'infant Beremund de Lleó (930-941)
- la infanta Teresa de Lleó, casada vers el 943 amb el rei Garcia II Sanxes I de Navarra
- l'infant Ordoni III de Lleó (v 926-955), rei de Lleó

En segones núpcies es casà el 932 amb Urraca de Pamplona, filla de Sanç I de Navarra. D'aquest matrimoni nasqueren:
- l'infant Sanç I de Lleó (935-966), rei de Lleó
- la infanta Elvira de Lleó (?-986), monja i regent (966-975)